# Ebene Reichenau
Ebene Reichenau je naselje v Občini Reichenau v Okraju Trg na Koroškem v Avstriji.